# ソニー・ビーン

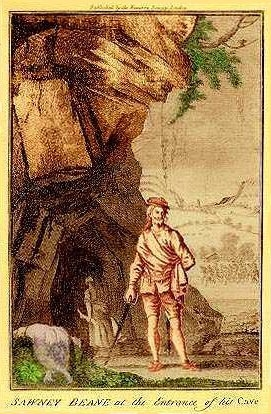
洞窟前に立つソニー・ビーン。奥に人間の脚を抱えた一族の女が描かれている。

アレクサンダー・“ソニー”・ビーン（Alexander "Sawney" Bean(e)）は、15世紀頃スコットランドにいたとされる人物。一族を率いて多数の人間を殺害、その肉を食したとして処刑されたという伝説で知られる。

## ビーンの実在と犯行の真偽
事件についての概略は次項目に記すが、ビーン一族に関する話はロンドンのニューゲート監獄の犯罪カタログ『The Newgate Calendar』に掲載されたものが広く出回っており、エディンバラの観光産業の一端を担うほどである。コリン・ウィルソンなどもこれを参考に執筆したとされるが、ビーン一族を取り上げたものとしては1843年に刊行されたジョン・ニコルソンなる人物の著書『ローランドの昔話』が初出である。ビーン一族と彼らの起こした事件は、猟奇性の高さだけでなく、国王自ら兵を率いて追捕に向かったり、捕縛された一族全員が公開処刑にされるなど世間的に注目を集める要素が多かったにも関わらず、事件と同時代の公文書や書簡のみでなく、当時の人間の日記や出版物などにも一切登場しないため、後世の作り話ではないかと言われているが、その一方で事件の残虐性を忌み嫌ったスコットランド王朝が事件の記録を意図的に抹消したのではないかとする説も存在する。

## 事件の経過

### 発端

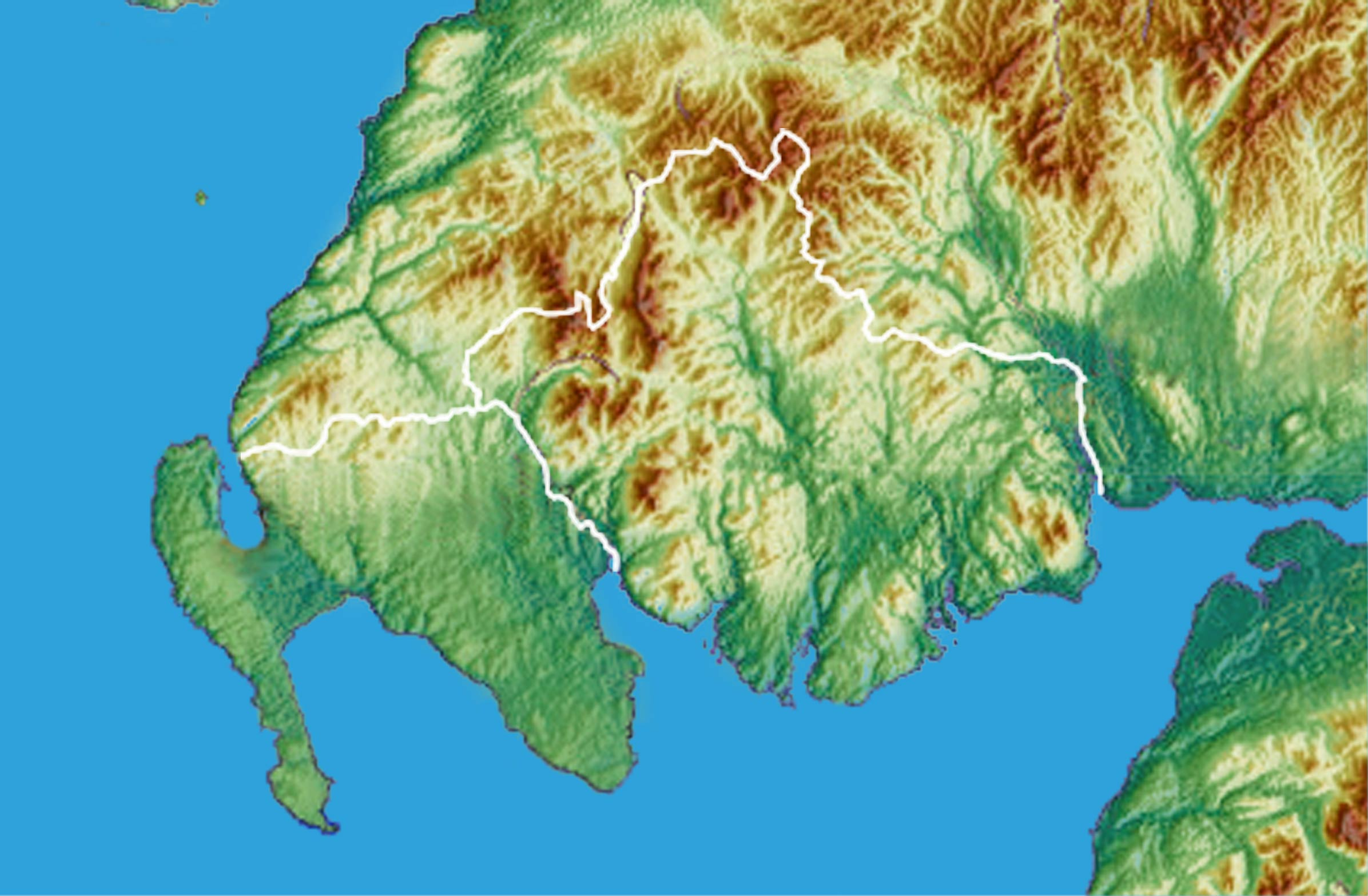
スコットランド南西部。南半分がガロウェイ地方。

『The Newgate Calendar』によるとビーンはスコットランドのイースト・ロージアンで14世紀後半に生まれたとされる。父は庭造りや溝掘り、廃棄物処理等の日雇い労働に従事し、ビーンも若い頃はそれを手伝っていたが、怠惰で粗暴な性格であったため、労働を嫌って家を飛び出した。そして、性悪な女アグネスと意気投合してガロウェイ（ブリテン島西岸のノース海峡に面した半島、現サウス・エアシャイア）付近にあるバナーン・ヘッドの海岸の洞窟に暮らすようになった。洞窟の入口は、満潮時に海面下に隠れるので人目に触れ難かった。労働を嫌った2人は、日々の生活の糧を得る為に、共謀して通り掛かる旅人を襲うことを思いついた。しかも自分達の存在や犯行が露見しないよう、必ず相手を殺して死体を洞窟に持ち帰った。最初はこの様にして得た金品で食料品などを購入していたが、充分ではない上に金品から足がつく恐れもあり、次第に金品を売ることは難しくなった、飢えに迫られた彼らは、殺した人間の肉を食べることを始めたとされる。

### 大家族の形成
ソニー・ビーンとアグネスは共に性欲が旺盛であったとされ、男8人、女6人の子をもうけ、さらにその子供達は、近親相姦を繰り返し男18人、女14人を産んだという(ちなみに障害があった子供は食べられたという)。最終的にビーン一族は48人とも50人とも伝わるほどの大家族となった。子供達は通常の教育は全く受けず、言葉もたどたどしかったが、旅人を襲って取り逃がすことなく殺害し、解体して食糧に加工する技術を学び、強力な殺人集団を形成した。彼らは普通の食べ物ではなく、専ら人肉を食料としたという。

### 犯行
ビーン一族は優れたチームワークで行動し、決してその犯行や存在を世間に知られることはなかった。襲う相手の人数は必ず5人以下とし、それ以上の集団には手を出さなかった。襲撃する場合は、相手がどの方向に逃げても対処できるよう仲間を配置した。そのため、ビーン一族に襲われて生還した者はなく、ギャロウェイの海岸一帯で人間の失踪事件が多発することが知られるようになっても、誰も真相を掴めなかった。行方を絶った旅人が最後に宿泊した宿屋の経営者や素行不良者、犯罪歴のある者などが治安当局に逮捕され、無実の罪で処刑されたが、もちろんその後も失踪事件は跡を絶たなかった。スコットランドの人々は、超自然的な力や悪魔が跳梁していると噂した。
彼らに殺され、食べられた人数は、30から40人、300人以上、1500人以上という説もあり、定かではない。

### 発覚と逮捕
ビーン一族は、25年間に渡って犯行を続けたが、ある時、1頭の馬に乗って通り掛かった夫婦を襲って失敗し、妻は捕らえて殺すことが出来たが、夫は馬に乗って逃走、待ち伏せていた者達も疾走する馬は停められず、また大人数の集団が接近して来たので、諦めて撤退せざるを得なかった。逃げ延びた男はグラスゴーの役所に訴え、ついにその凶行が露見した。そしてスコットランド国王ジェームズ1世に報告され、事件を重く見た国王は、自ら400人の兵を率いて追捕に赴いた。ビーン一族の洞窟は人間には見付け難かったが、猟犬が臭いを嗅ぎつけ、一族は全員が捕縛された。洞窟内からは、盗品に混じって夥しい数の人肉や人骨が発見され、ビーン達の犯行が明るみに出た。
ビーン一族の所業は極めて邪悪なものとされ、裁判は行われず、全員が極刑に処せられた。男達は両腕両脚を斧で切断されて失血死するまで放置され、女子供達はその様子を見せられた後に火炙りに処されたということである。

しかし内の2人は逮捕されておらずそのまま逃げ延び、一説ではその子孫が何処かで生きているという。